# Angelo Barzon
Angelo Barzon (Padova, 1893 – Cheren, 16 marzo 1941) è stato un militare italiano, insignito della medaglia d'oro al valor militare alla memoria nel corso della seconda guerra mondiale.

## Biografia
Nacque a Padova nel 1893, nono figlio di tredici di Modesto e di Emilia Zilio, originari di Vigonovo (Ve).
Arruolatosi volontario nel Regio Esercito, fu assegnato al 2º Reggimento bersaglieri con il grado di sottotenente di complemento il 16 aprile 1914, passando poi in servizio presso l'8º Reggimento bersaglieri. Trattenuto in servizio attivo a domanda, a partire dal 24 maggio 1915 combatté nella prima guerra mondiale, riportando nel 1916 una ferita in combattimento, per la quale fu decorato con la prima medaglia d'argento al valor militare. Trasferito in servizio permanente effettivo, fece successivamente parte del Corpo di occupazione dell'Egeo fino al febbraio 1919. Rientrato in patria con il grado di capitano e ritornato in servizio al reggimento, nel 1928 conseguì la laurea in scienze politiche e sociali all'Istituto Superiore di Firenze. Nel 1935 fu trasferito al reggimento carri armati e il 9 agosto dello stesso anno si imbarcò a Napoli per l'Africa Orientale Italiana. Partecipò alla guerra d'Etiopia come comandante del 15º squadrone del V Gruppo squadroni carri veloci "Baldissera", venendo decorato con la croce di cavaliere dell'Ordine militare di Savoia, con la seconda medaglia d'argento al valor militare e con la promozione a maggiore per merito di guerra. Promosso tenente colonnello il 1º gennaio 1940, nel giugno successivo assunse il comando del II Battaglione dell'11º Reggimento granatieri della 65ª Divisione fanteria "Granatieri di Savoia". Cadde in combattimento il 16 marzo 1941 nel corso della battaglia di Cheren e fu successivamente insignito della medaglia d'oro al valor militare alla memoria.

### Fonti
1. 1 2 3 4 5 6 7 8  Combattenti Liberazione.
2. 1 2 3  Gruppo Medaglie d'Oro al Valor Militare 1965, p. 600.
3. ↑   Ordine militare d'Italia Barzon, Angelo, su quirinale.it, Quirinale. URL consultato l'11 luglio 2021.
4. ↑   Medaglia d'oro al valor militare Barzon, Angelo, su quirinale.it, Quirinale. URL consultato l'11 luglio 2021.
5. ↑  Supplemento ordinario alla Gazzetta Ufficiale del Regno d'Italia n.221 del 22 settembre 1937, pag.34.
6. ↑  Gazzetta Ufficiale del Regno d'Italia n.86 del 14 aprile 1937, pag.1365.
7. ↑  Registrato alla Corte dei conti lì 7 giugno 1938, registro 17, foglio 152.